# Adrien Villette
Adrien Villette est un officier de l’armée de terre et pilote de rallye-raid français sur camions.
En 1981, Adrien Villette (pilote), accompagné d'Henri Gabrelle (copilote) et d'Alain Voillereau (mécanicien), remporte sur camion ACMAT le Rallye Dakar. Un second équipage, composé d'Antoine Battesti (pilote), Claude Magestrini (copilote) et Bernard Cavaillé (mécanicien), ne termine pas le rallye.
Tous les membres d'équipages sont militaires à l’UISC no 7, l'entreprise ALM-ACMAT à Saint-Nazaire ayant reçu le soutien financier de la sécurité civile française.
En 1982, fort de son succès dès sa première participation, ALM-ACMAT engage pas moins de six véhicules TPK 420, mais un seul parvient à terminer l'épreuve. Adrien Villette ne termine pas le rallye.

## Palmarès d'Adrien Villette au Rallye-raidParis-Dakar
| Année | Catégorie              | Véhicule          | Copilote/Mécanicien                                | Classement Camions | Classement Général |
| ----- | ---------------------- | ----------------- | -------------------------------------------------- | ------------------ | ------------------ |
| 1981  | Camions (team Dragons) | ALM-ACMAT TPK 420 | adjudant Henri Gabrelle/ adjudant Alain Voillereau | 1º                 | 18º                |
| 1982  | Camions (team Dragons) | ALM-ACMAT TPK 420 | Henri Gabrelle/Alain Voillereau                    | Abandon            | -                  |